# Горланиха
Горланиха — деревня в составе Зебляковского сельского поселения Шарьинского района Костромской области России.

## География
Расположена на главном ходе Транссибирской магистрали. В деревне находится остановочный пункт — платформа 703 км.

## История
Согласно Спискам населённых мест Российской империи в 1872 году деревня относилась к 3 стану Ветлужского уезда Костромской губернии. В ней числилось 7 дворов, проживало 35 мужчин и 33 женщины.
Согласно переписи населения 1897 года в деревне проживало 74 человека (26 мужчин и 48 женщин).
Согласно Списку населённых мест Костромской губернии в 1907 году деревня Гарланиха относилась к Николо-Шангской волости Ветлужского уезда Костромской губернии. По сведениям волостного правления за 1907 год в деревне числилось 12 крестьянских дворов и 109 жителей. В деревне имелась ветряная мельница. Основными занятиями жителей деревни были лесной промысел и работа на посту железной дороги.

## Население
| 2008 | 2010 | 2014 |
| ---- | ---- | ---- |
| 117  | ↘109 | ↗120 |